# Élections constituantes françaises de 1945 au Dahomey et au Togo
Les élections constituantes françaises de 1945 au Dahomey et au Togo se déroulent le 21 octobre afin d'élire les représentants de ces territoires à l'Assemblée constituante française. Deux sièges de députés du Dahomey-Togo sont à pourvoir.
Le révérend-père Francis Aupiais et Sourou Migan Apithy sont respectivement élus députés du Dahomey-Togo au premier et second collège.

## Contexte
Le 22 août 1945, en vue des élections constituantes à venir, le gouvernement provisoire de la République française fixe par l'ordonnance n°45-1874 que tous les territoires d'outre-mer relevant du ministère des Colonies seront représentés à l'Assemblée constituante.

## Système électoral
Dans la colonie du Dahomey et au Togo français, les élections ont lieu sous la forme de deux collèges électoraux distincts, l'un pour les électeurs « citoyens » français et l'autre pour les électeurs « non-citoyens ». S'il ne s'agit pas d'un suffrage universel, pour la première fois mais sous certaines conditions, des électeurs autochtones non français sont amenés à voter afin d'élire un représentant de leur territoire à l'Assemblée française.
Le gouvernement français acte que, pour ces élections, le Dahomey et le Togo ne formeront qu'une seule et même circonscription, sous le nom de « territoire du Dahomey-Togo », le corps électoral désignant des députés communs aux deux pays lors d'un scrutin uninominal majoritaire à deux tours.

## Résultats

### Collège des citoyens
|                           | Francis Aupiais           | MRP                       | 523   | 50,00 | 599   | 54,65 | 1 |  |  |  |  |
|                           | Jean Agier                | France combattante        | 253   | 24,19 | 497   | 45,35 | 0 |  |  |  |  |
|                           | Bourgeois                 |                           | 116   | 11,09 |       |       | 0 |  |  |  |  |
|                           | Jean-Louis Bourjac        |                           | 84    | 8,03  | 0     |       |   |  |  |  |  |
|                           | Appert                    | UDSR                      | 70    | 6,69  | 0     |       |   |  |  |  |  |
|                           |                           |                           |       |       |       |       |   |  |  |  |  |
| Suffrages exprimés        | Suffrages exprimés        | Suffrages exprimés        | 1 046 | 97,94 | 1 096 | 99,10 |   |  |  |  |  |
| Votes blancs et invalides | Votes blancs et invalides | Votes blancs et invalides | 22    | 2,06  | 10    | 0,90  |   |  |  |  |  |
| Total                     | Total                     | Total                     | 1 068 | 100   | 1 106 | 100   | 1 |  |  |  |  |
| Abstentions               | Abstentions               | Abstentions               | 213   | 16,63 | 174   | 13,59 |   |  |  |  |  |
| Inscrits / participation  | Inscrits / participation  | Inscrits / participation  | 1 281 | 83,37 | 1 280 | 86,41 |   |  |  |  |  |

### Collège des non-citoyens
|                           | Sourou Migan Apithy       | 6 600  | 72,87 | 1 |  |  |  |  |
|                           | Casimir d'Almeida         | 643    | 7,10  | 0 |  |  |  |  |
|                           | Robert Sanvée             | 548    | 6,05  | 0 |  |  |  |  |
|                           | Hyacinthe de Silva        | 241    | 2,66  | 0 |  |  |  |  |
|                           | Hubert Kponton            | 193    | 2,13  | 0 |  |  |  |  |
|                           | Antoine d'Almeida         | 175    | 1,93  | 0 |  |  |  |  |
|                           | Paulin Norward            | 135    | 1,49  | 0 |  |  |  |  |
|                           | Louis Ignacio-Pinto       | 102    | 1,13  | 0 |  |  |  |  |
|                           |                           |        |       |   |  |  |  |  |
| Suffrages exprimés        | Suffrages exprimés        | 8 637  | 95,36 |   |  |  |  |  |
| Votes blancs et invalides | Votes blancs et invalides | 420    | 4,64  |   |  |  |  |  |
| Total                     | Total                     | 9 057  | 100   | 1 |  |  |  |  |
| Abstentions               | Abstentions               | 2 542  | 21,92 |   |  |  |  |  |
| Inscrits / participation  | Inscrits / participation  | 11 599 | 78,08 |   |  |  |  |  |

## Événements post-élections
Sourou Migan Apithy, apparenté socialiste, rejoint une fois à l'Assemblée constituante, le groupe constitué par la Section française de l'Internationale ouvrière.
Francis Aupiais décède le 15 décembre 1945 avant même de pouvoir siéger à l'Assemblée nationale constituante. Sa mort entraine des élections partielles le 10 février 1946. Seul candidat à se présenter, le révérend-père Jacques Bertho est élu au premier collège et s'inscrit à son tour au MRP,.